# Olynthus avoca
Espèce
Olynthus avoca est une espèce d'insectes lépidoptères (papillons) appartenant à la famille des Lycaenidae, à la sous-famille des Theclinae et au genre Olynthus.

## Dénomination
Olynthus avoca a été décrit par William Chapman Hewitson en 1867 sous le nom initial de Thecla avoca.
Synonyme : Olynthus albosignum Austin & Johnson, 1998.

### Nom vernaculaire
Olynthus avoca se nomme Avoca Hairstreak en anglais.

## Description
Olynthus avoca est un petit papillon avec une fine et longue queue marron à chaque aile postérieure.
Le dessus des ailes est bleu turquoise métallisé, veiné et bordé de marron avec aux ailes antérieures une grosse tache ronde marron proche du milieu du bord costal.
Le revers est beige chamois avec aux ailes antérieures une ligne postdiscale discontinue formée de traits blancs et aux ailes postérieures  une ornementation de lignes blanches dessinant des lignes de chevrons beige chamois et deux ocelles, un gros rouge et un discret marron en position anale.

## Écologie et distribution
Olynthus avoca est présent au Brésil et en Guyane,,.

### Protection
Pas de statut de protection particulier.